# Simplonpass
Der Simplonpass (italienisch Passo del Sempione) ist ein 1995 m ü. M. hoher Gebirgspass im Schweizer Kanton Wallis und verbindet das Rhonetal im Schweizer Kanton Wallis mit dem Val Divedro und dem sich anschliessenden Ossolatal in der italienischen Provinz Verbano-Cusio-Ossola. Er trennt in seinem Verlauf die Walliser Alpen im Westen von der Leone-Gruppe im Osten.

## Geografie
Auf der Südseite überragt ihn das vergletscherte Fletschhorn; etwas nordwestlich befindet sich das Spitzhorli (2736 m ü. M.). Am Pass gibt es zwei natürliche Seen, den Rotelsee und den Hopschusee; zwei weitere sind künstlich angelegt worden.

## Verkehrswege
Da um den tiefsten Punkt der Wasserscheide ein Feuchtgebiet liegt, führen die Verkehrswege östlich oberhalb vorbei, weshalb der Scheitelpunkt der Passstrasse 2006 m ü. M. erreicht. Sie beginnt auf der Nordseite in Brig und führt am Hospiz vorbei. Jenseits folgt das bereits südländisch wirkende Dorf Simplon und die Grenzgemeinde Gondo. Es handelt sich um die Hauptstrasse 9, eine Nationalstrasse dritter Klasse. In Italien geht sie in die Strada Statale 33 del Sempione über, welche durch das Val Divedro entlang Iselle und Varzo führt. Dahinter folgt Domodossola.
Auch der Alpenpässe-Weg führt hier herüber; seine 14. Etappe verläuft noch etwas weiter östlich und erreicht sogar 2032 m ü. M., bevor es zum Hospiz (1998 m ü. M.) hinabgeht.
In der Nähe des Passes führt der zwischen 1898 und 1921 gebaute Simplontunnel (ein Eisenbahn-Basistunnel) unter dem Monte-Leone-Massiv hindurch.

## Geschichte
Um die Mitte des 17. Jahrhunderts wurde der Saumpfad über den Pass vom Inhaber des Salzmonopols, Kaspar Stockalper, ausgebaut, heute Via Stockalper. Auf der Passhöhe errichtete er den Spittel und in Gondo ein Lagerhaus, den sogenannten Stockalperturm. Die Ware wurde in dieser Zeit mit Maultieren über den Pass geführt (das sogenannte „Säumen“). Diese traditionelle Methode des Warentransportes war im Wallis bis ins 20. Jahrhundert gebräuchlich.
Der Pass bekam seine überregionale Bedeutung erst, nachdem Napoleon I. von 1801 bis 1805 eine befestigte Passstrasse hatte bauen lassen, um den Pass für seine Artillerie befahrbar zu machen. Seit dieser Zeit konnte der Simplon von Postkutschen genutzt werden. 1801 wurde auf Napoleons Befehl mit dem Bau des Simplon-Hospizes begonnen, das 1831 durch die Augustiner-Chorherren des Hospizes auf dem Grossen St. Bernhard vollendet wurde (Bereits 1235 hatte der Johanniterorden auf dem Simplon und zu dessen Fuß in Salgesch ein Hospiz gegründet).

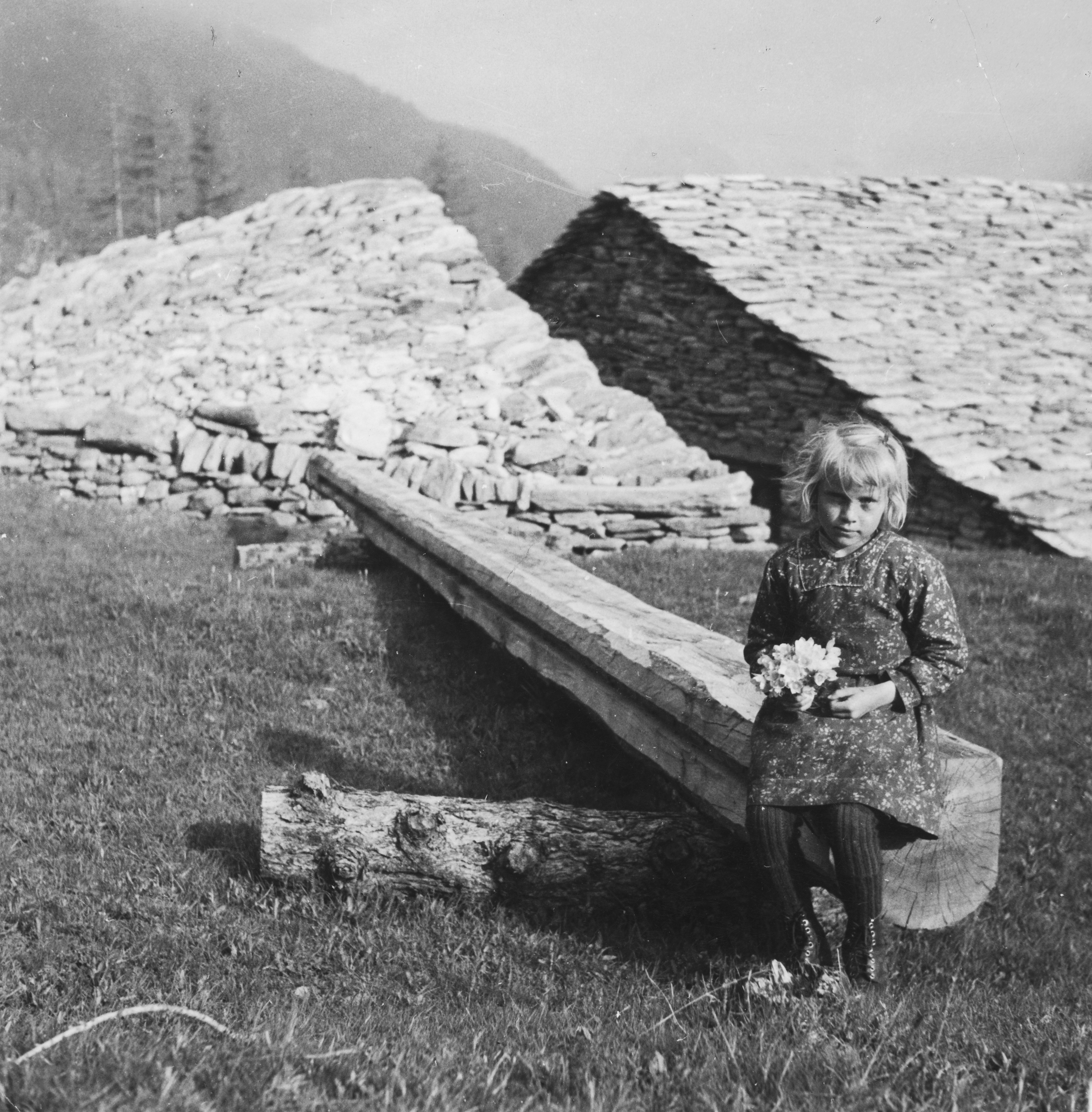
Mädchen mit Blumen, Foto: Annemarie Schwarzenbach, aufgenommen am Simplonpass 1939
Schweizerisches Literaturarchiv SLA, Nachlass Schwarzenbach, A-5-19-001

Im September 1910 überflog Jorge Chávez Dartnell von Brig kommend den Pass und überquerte damit als Erster mit einem Motorflugzeug den Alpenhauptkamm. Er stürzte bei der Landung in Domodossola aus 10–20 m Höhe ab und erlitt dabei tödliche Verletzungen.

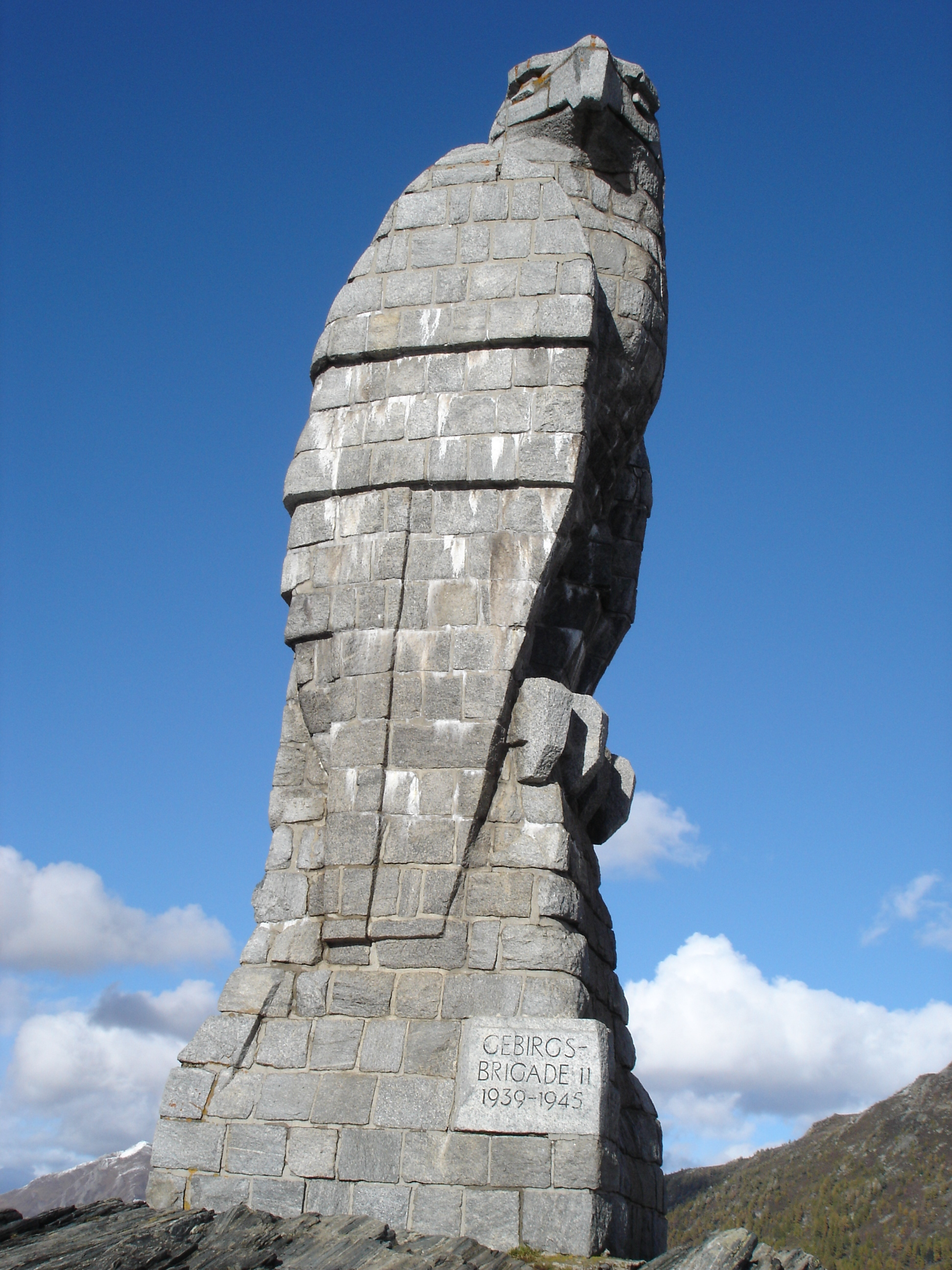
Steinerner Adler nahe dem Strassenscheitel von Erwin Friedrich Baumann

Grosse Bedeutung hatte der Pass während des Zweiten Weltkriegs. Seine Südflanke wurde von der Grenze zu Italien bis auf die Passhöhe militärisch stark ausgebaut. Geschichtlicher Zeuge ist unter anderem das Fort Gondo. Aus dieser Zeit stammt auch das Wahrzeichen des Simplonpasses, der Steinadler.
Bei Planung der Nationalstrassen Mitte des 20. Jahrhunderts wurde die Passstrasse als A9 in das entsprechende Netz aufgenommen. In den 1970er und 1980er Jahren erfolgte mit zahlreichen Brücken, z. B. Ganterbrücke, und Galerien ein wintersicherer Ausbau. Dabei wurde die historische Napoleonstrasse auf weiten Strecken zerstört. Heute gilt der Simplon als der bestausgebaute Passübergang der Schweiz und hat sich zu einer Transitstrecke für den Schwerverkehr entwickelt, die jährlich von rund 80.000 Lastwagen (Stand 2007) befahren wird. Obwohl es sich bei der Simplonstrasse um eine Nationalstrasse handelt, kann der Pass auch mit dem Fahrrad befahren werden.
Der Pass ist ein Schiessplatz für regelmässige Übungen der Artillerie der Schweizer Armee.

## Tourismus
Im Simplongebiet können Wanderungen unternommen werden, so z. B. der Stockalperweg vom Simplon-Hospiz vorbei am Alten Hospiz bis zum Dorf Simplon und weiter durch die Gondoschlucht nach Gondo und zur Goldmine Gondo; Gehzeit ca. 4½ Stunden. Der Simplonpass wird von Brig bis Domodossola mit dem schweizerischen Postauto erschlossen. Die Fahrzeit beträgt 1 Stunde 40 Minuten.
Auf dem Simplonpass findet jährlich am ersten Sonntag im Monat Mai die Motorradsegnung Simplon statt.

## Radsport

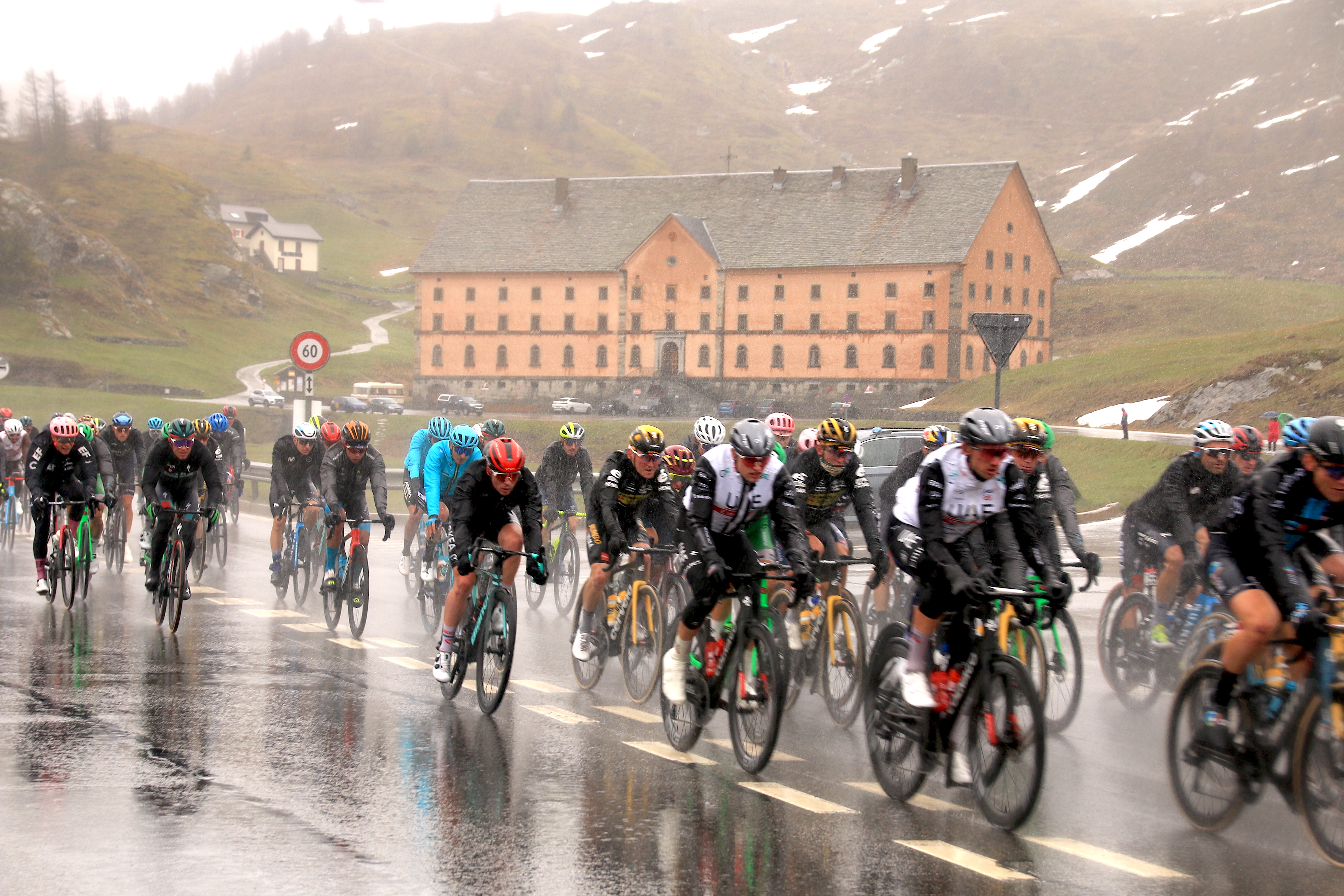
Giro d'Italia auf dem Simplonpass vor dem Simplon-Hospiz am 20. Mai 2023

Der Simplonpass wurde im Rahmen der Tour de Suisse bereits 20-mal überquert (Stand 2023). Die Erstbefahrung fand im Jahr 1949 statt, wobei sich der Schweizer Martin Metzger den Bergpreis auf der Kuppe des Anstiegs sicherte. Die weiteren Überquerungen folgten in den Jahren 1952, 1955, 1956, 1958, 1961, 1963, 1964, 1966, 1968, 1969, 1975, 1978, 1980, 1981, 1994, 1995, 2010, 2012 und 2017.

### Giro d’Italia
Der Giro d’Italia überquerte den Simplonpass erstmals im Jahr 1963 im Rahmen der 12. Etappe. Die Strecke führte über 214 Kilometer von Biella nach Leukerbad, wobei auf der Passhöhe die vorletzte Bergwertung des Tages abgenommen wurde. Mit Vito Taccone erreichte der spätere Etappensieger die Kuppe des Simplonpass als Erster. Im Jahr 1965 wurde erneut die Ostauffahrt befahren, ehe sich das Ziel in Saas-Fee befand. Die Bergwertung auf der Passhöhe sicherte sich mit Italo Zilioli erneut ein Italiener. Nach 20-jähriger Abwesenheit kehrte der Simplonpass im Jahr 1985 ins Programm des Giro d’Italia zurück, wobei er diesmal in der ersten Rennhälfte vor dem Grossen St. Bernhard befahren wurde. Er stellte damals den höchsten Punkt der 68. Austragung dar. Die Bergwertung (Cima Coppi) sicherte sich damals der Kolumbianer Reynel Montoya. Im Jahr 2006 wurde erstmals die Westauffahrt des Simplonpass befahren, die als Anstieg der 1. Kategorie klassifiziert wurde. Der Pass stellte das letzte große Hindernis des Tages dar, ehe die Etappe in Domodossola zu Ende ging. Sieger der Bergwertung wurde der Italiener Fortunato Baliani.
Im Jahr 2023 führte der Giro d’Italia im Rahmen der 14. Etappe erneut über den Simplonpass. Der Pass stellte auf dem Weg von Sierre nach Cassano Magnago die einzige Schwierigkeit des Tages dar und war als Bergwertung der 1. Kategorie klassifiziert. Wie im Jahr 2006 wird die Westauffahrt befahren, an deren Ende sich der Italiener Davide Bais die Bergwertung sicherte.
| Jahr | Etappe     | Bergwertung  | Fahrer            | Auffahrt |
| ---- | ---------- | ------------ | ----------------- | -------- |
| 1963 | 12. Etappe | GPM          | Vito Taccone      | West     |
| 1965 | 14. Etappe | GPM          | Italo Zilioli     | West     |
| 1985 | 18. Etappe | Cima Coppi   | Reynel Montoya    | West     |
| 2006 | 14. Etappe | 1. Kategorie | Fortunato Baliani | Ost      |
| 2023 | 14. Etappe | 1. Kategorie | Davide Bais       | Ost      |

## Galerie

Simplonstrasse (1914–1918)
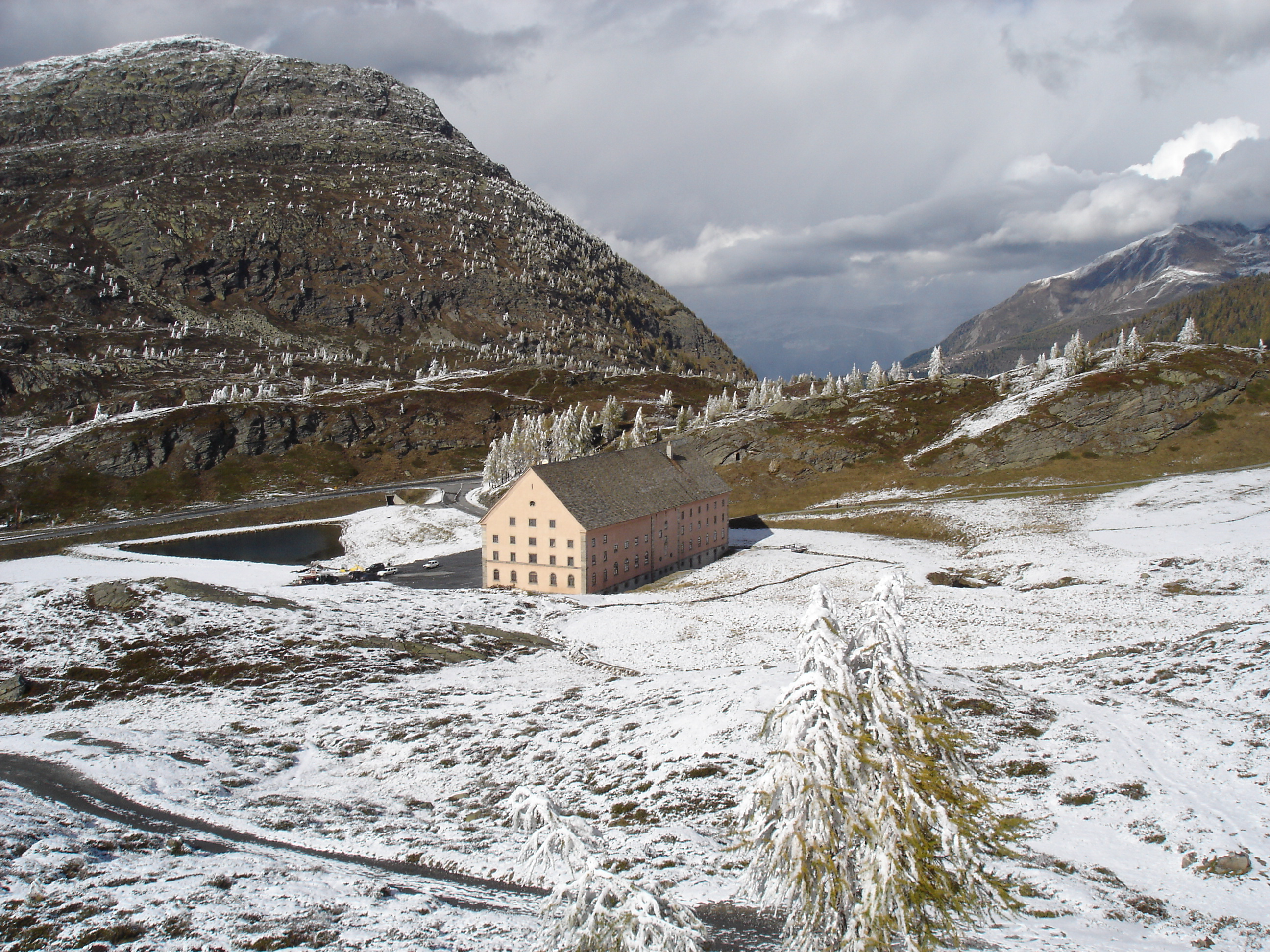
Simplon-Hospiz im Schnee
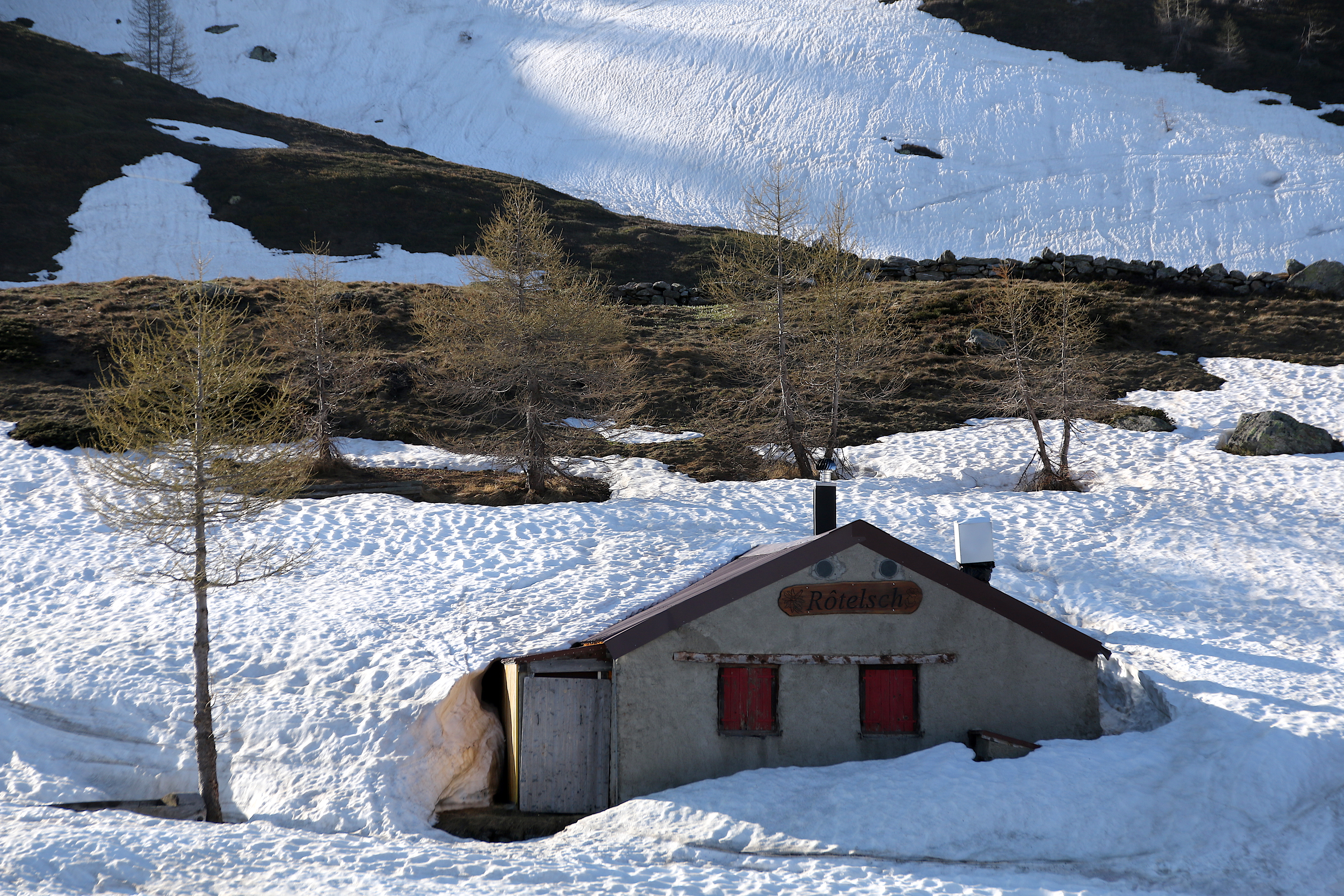
Simplonpass im Frühling (2018)
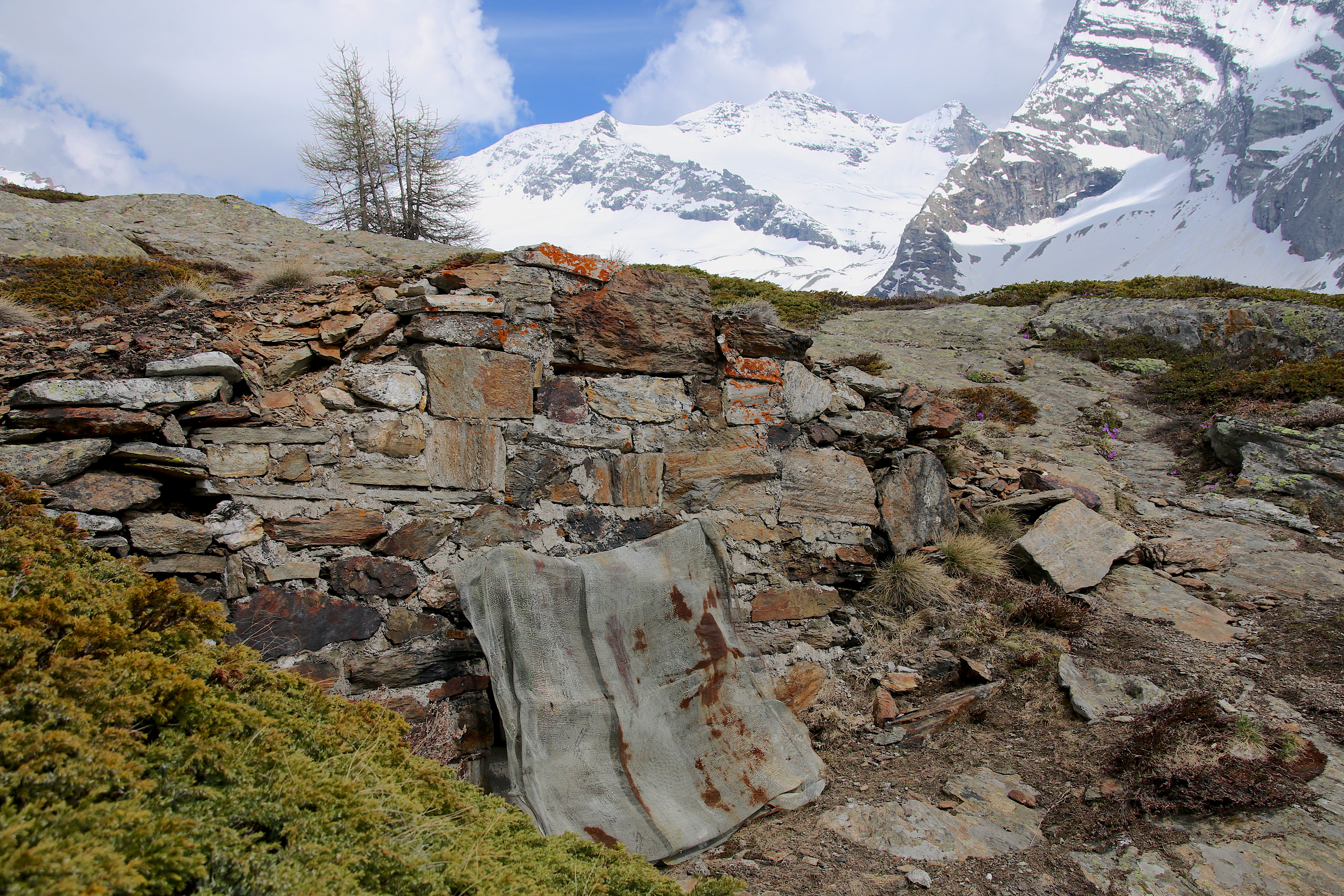
Maschinengewehrstellung aus dem Zweiten Weltkrieg (2018)
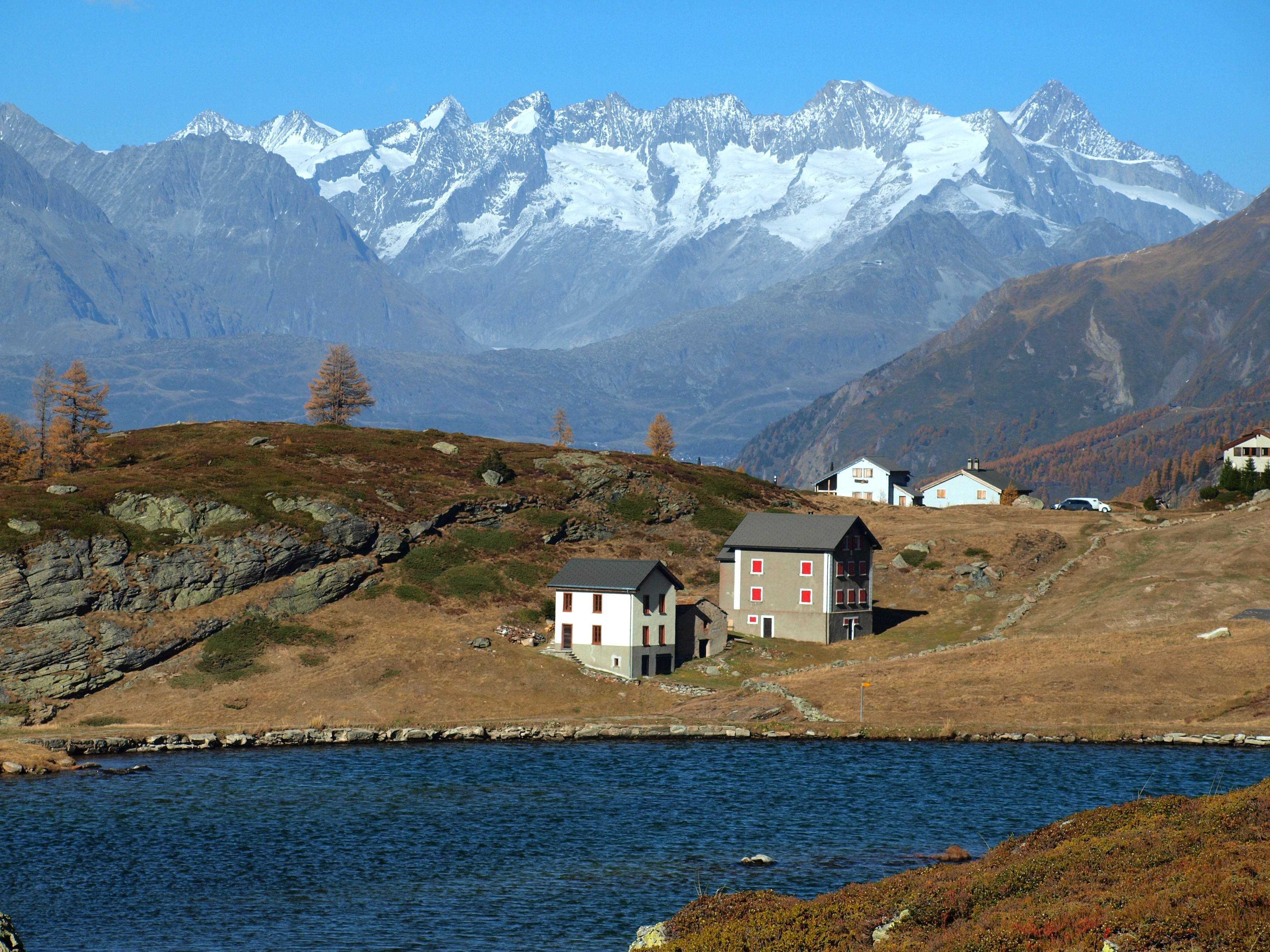
Rotelsee
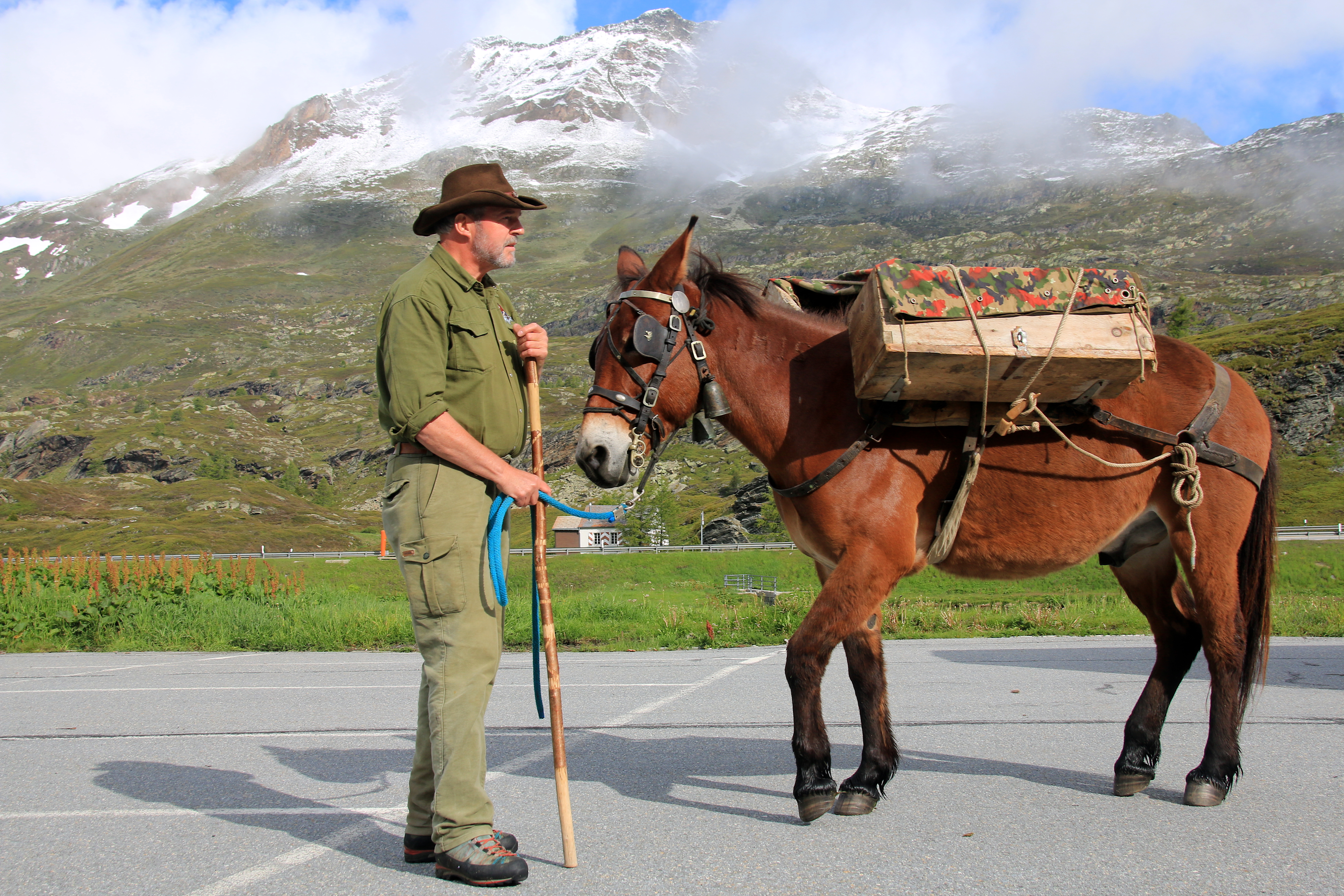
Säumer am Simplonpass 2020
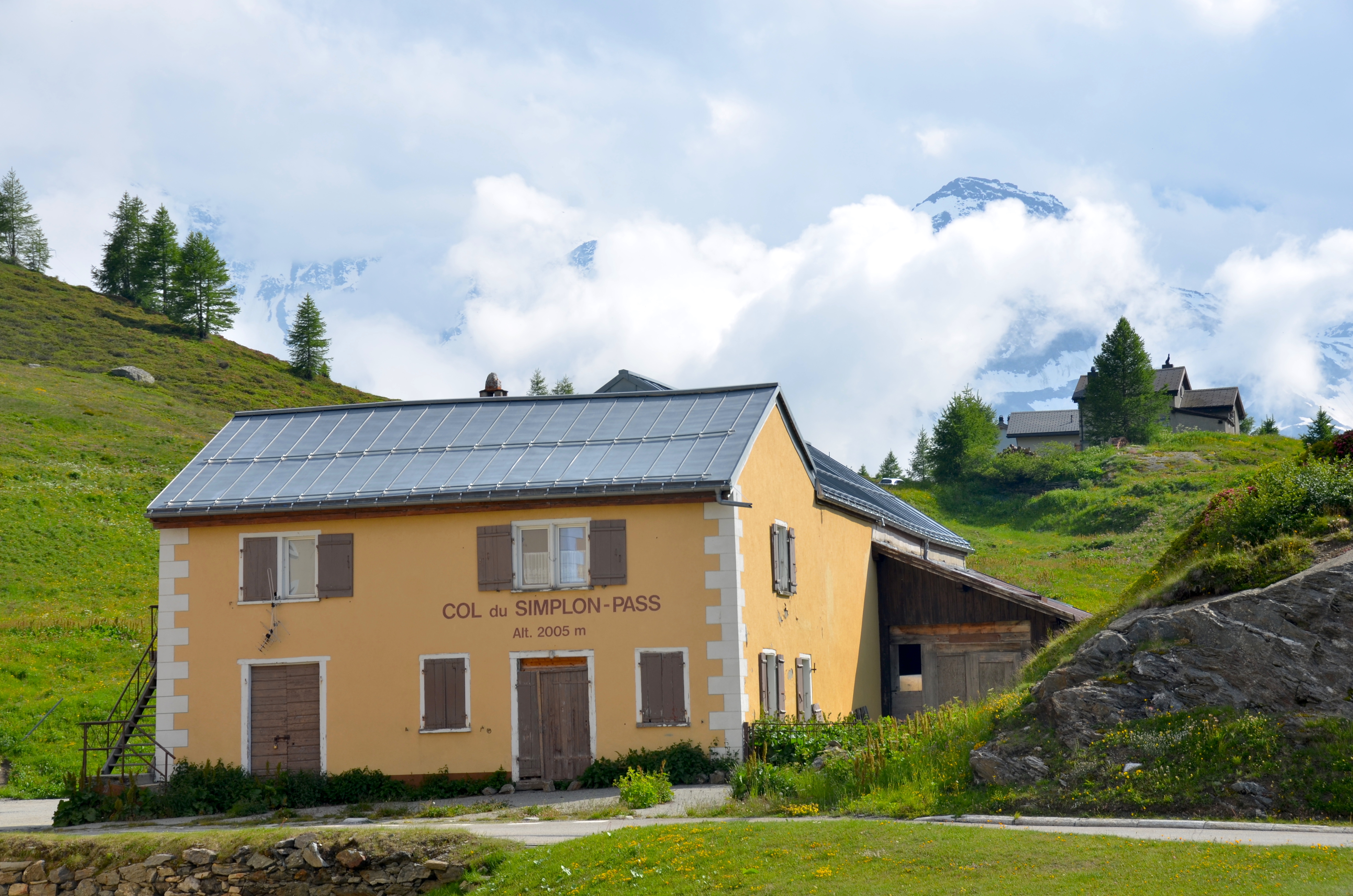
Col du Simplon
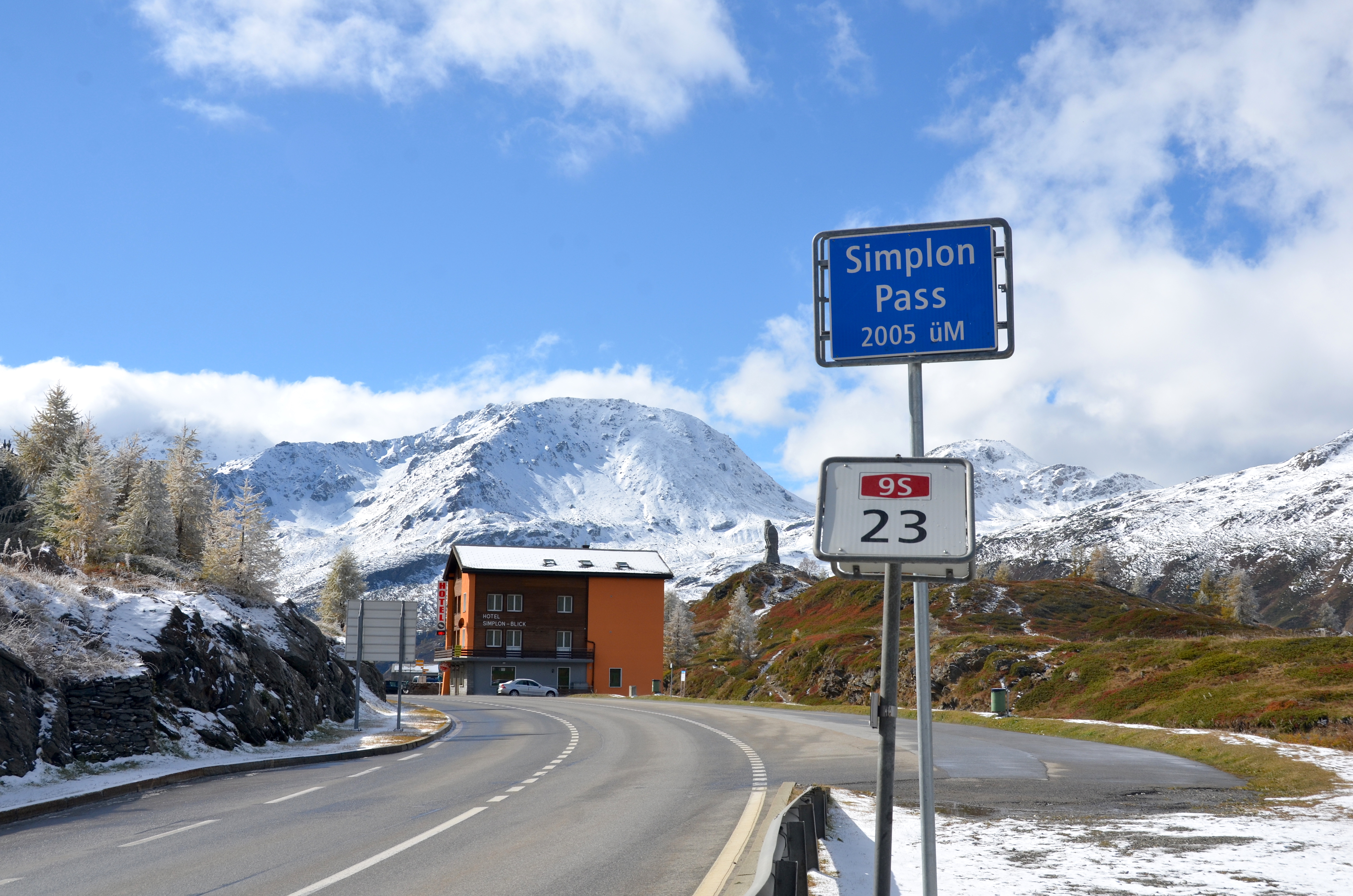
Hotel Simplon-Blick auf dem Pass
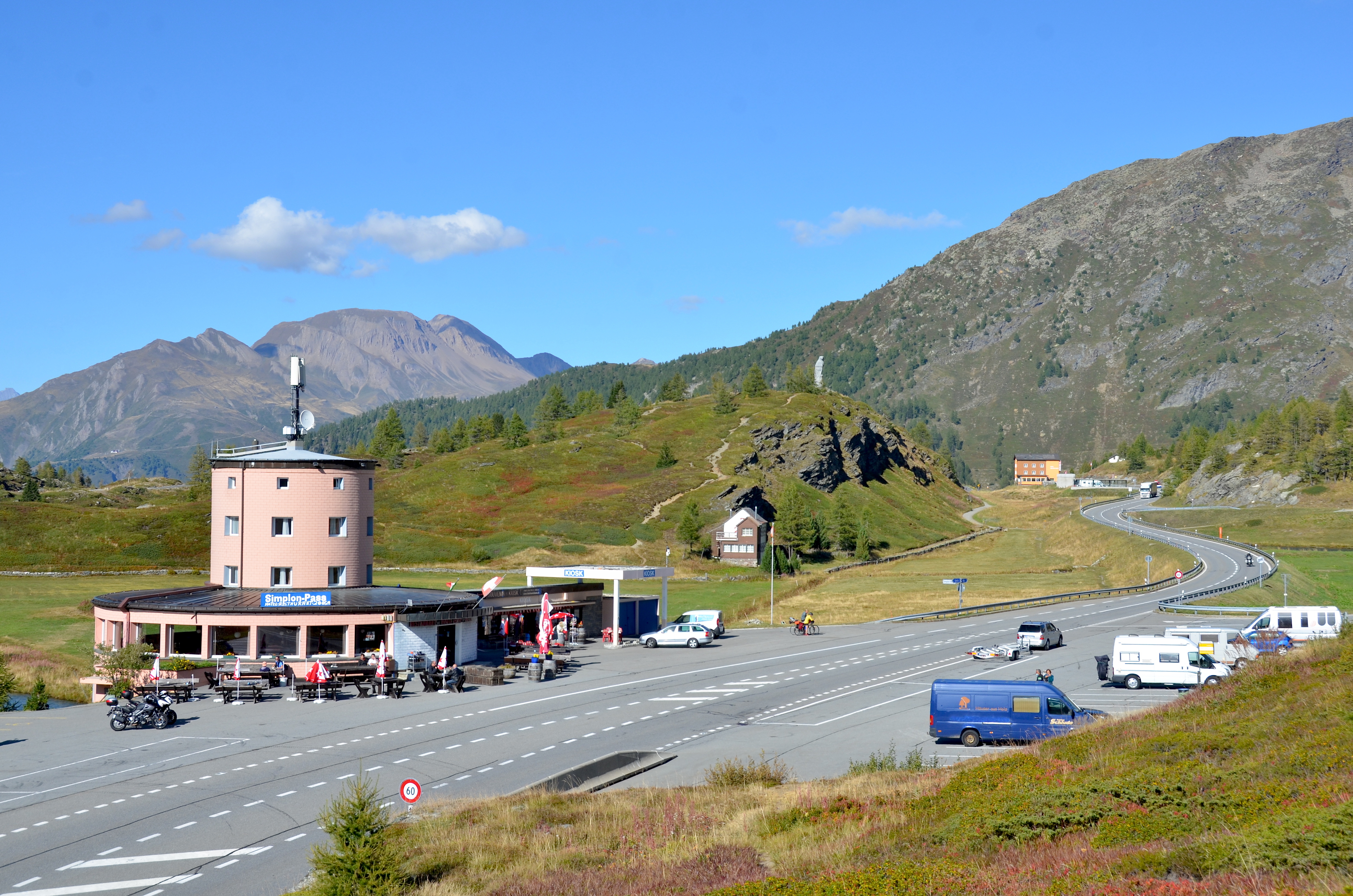
Hotel Monte Leone am Pass
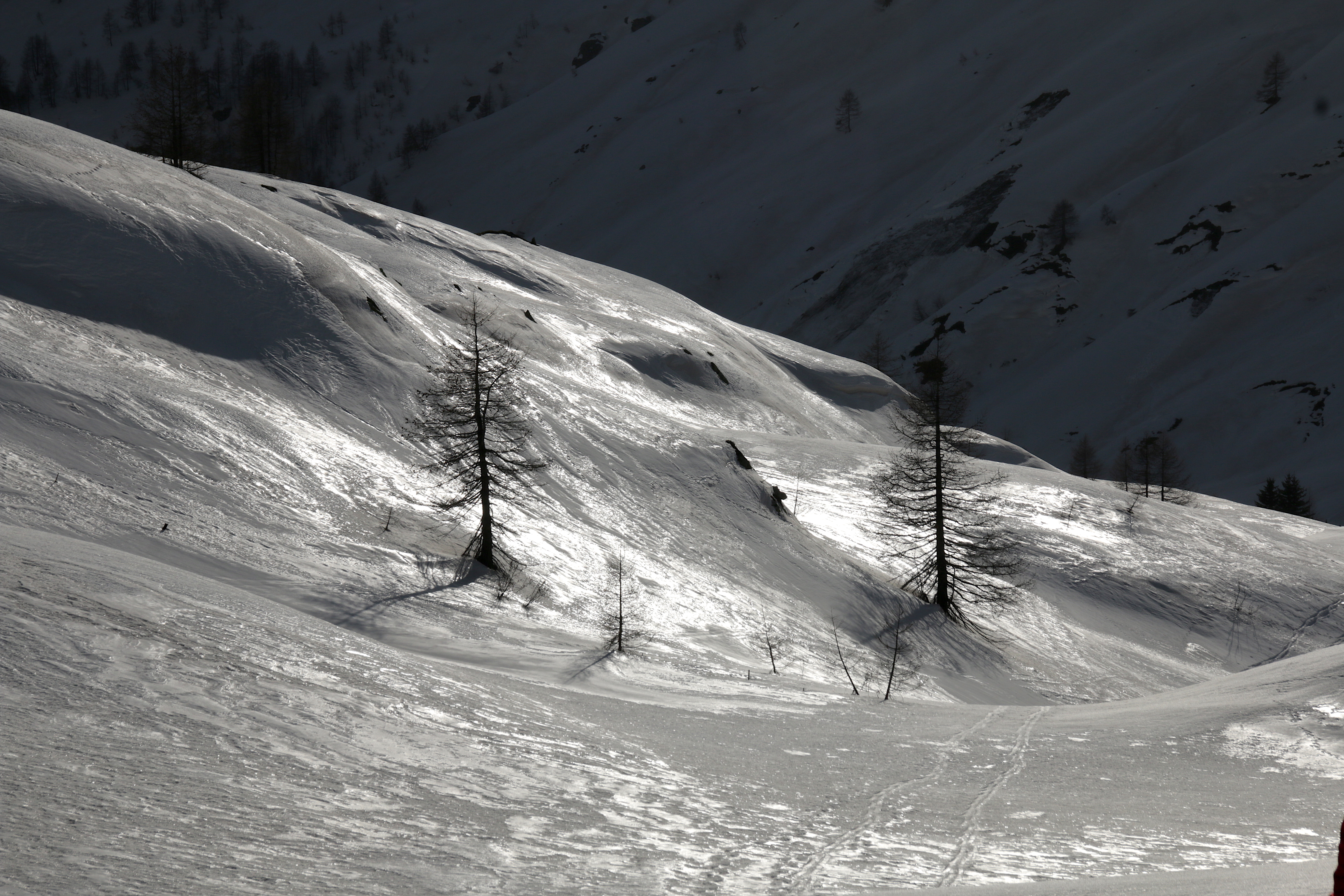
Vereister Schnee auf dem Simplonpass
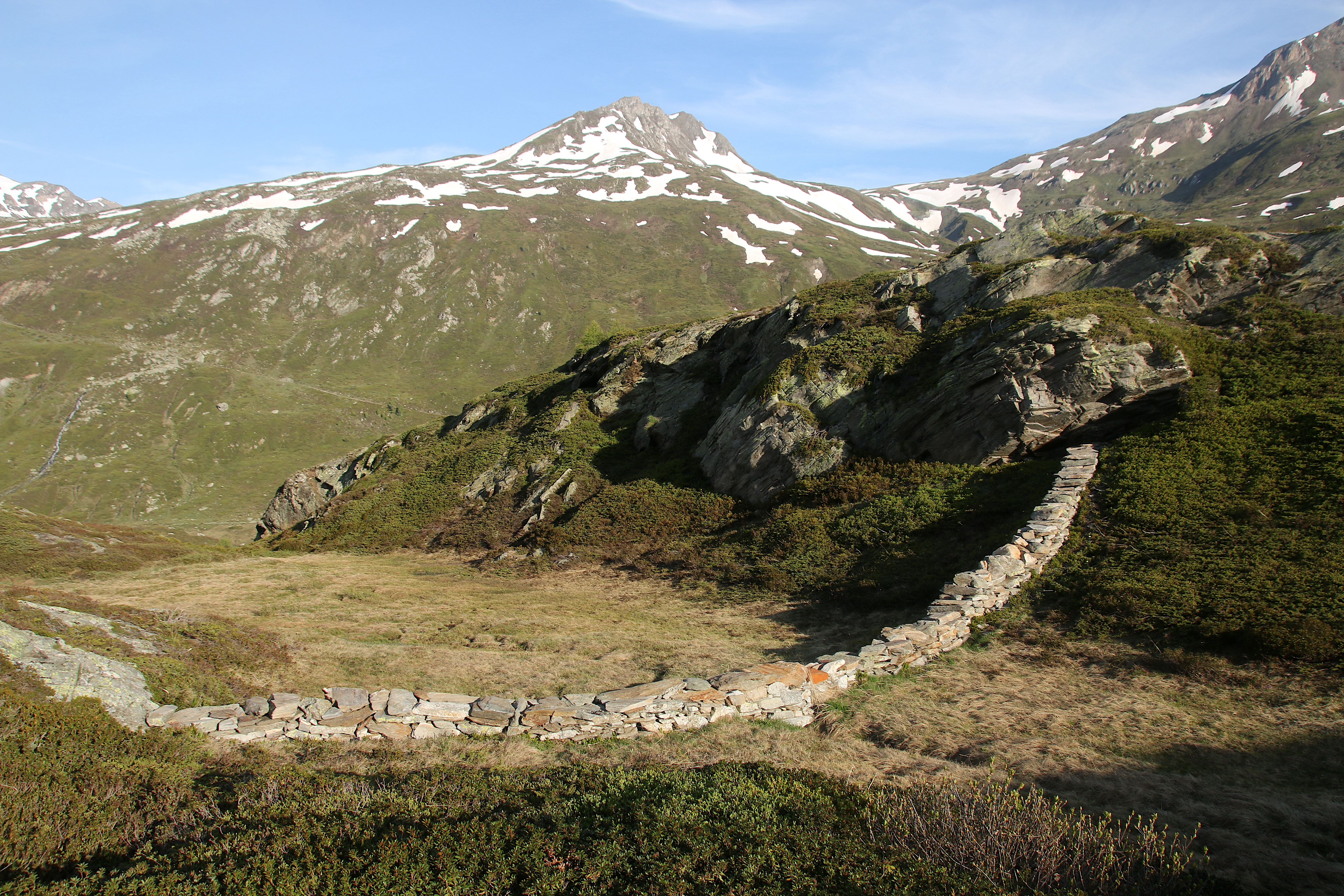
Trockenmauerwerk auf dem Simplon
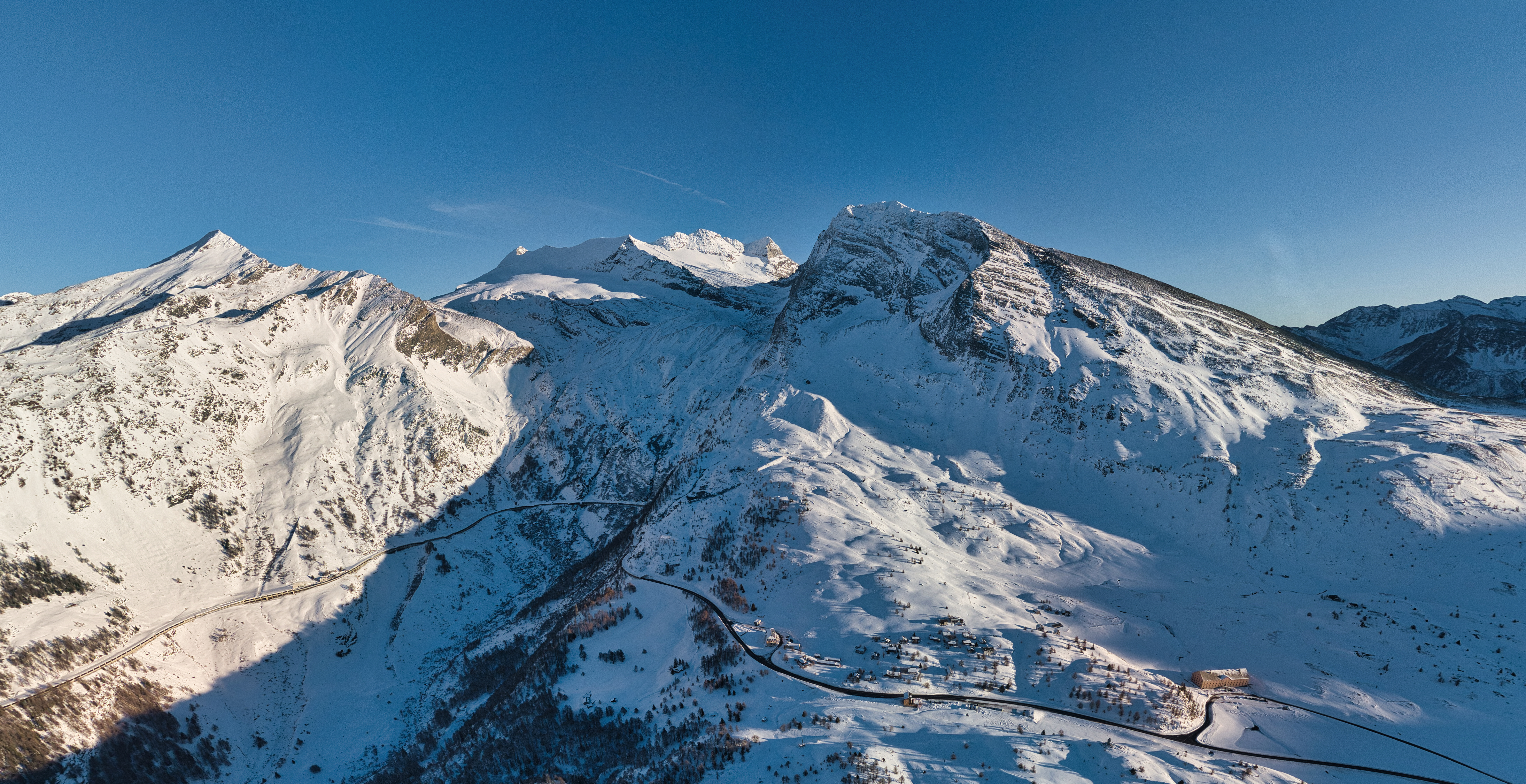
Panorama auf den Simplonpass im Dezember 2024